# Embla Hjulström
Embla Ester Lovisa Granqvist Hjulström, född 5 juli 1994 i Sofia församling i Stockholm, är en svensk skådespelare. 
Hon debuterade 2000 i TV-filmen Syskonsalt. 2004 medverkade hon i Fyra nyanser av brunt och 2005 i TV-filmen Min sista vilja och 2005–2006 i TV-serien Lite som du. Under hösten 2006 och våren och sommaren 2007 gjorde hon rollen som Simone Berner i fyra filmer om polisen Martin Beck. År 2006 spelade hon även rollen som Mirre i filmen Förortsungar och under hösten 2007 medverkade hon i rollen som Greta i de nya avsnitten av TV-serien Svensson, Svensson. Hjulström var även med i reklamfilmerna om Ikea som sändes i TV4 vintern och våren 2005 och 2006. Hon har också gjort rösten till Tassa i Radioapan. 
Hon är dotter till Lars Hjulström och Eva Märta Granqvist.

## Filmografi (urval)
- 2000 – Syskonsalt
- 2004 – Fyra nyanser av brunt
- 2005–2006 – Lite som du (TV-serie)
- 2005 – Min sista vilja
- 2006 – Beck – Advokaten
- 2006 – Beck – Gamen
- 2006 – Beck – Skarpt läge
- 2006 – Förortsungar
- 2007 – Beck – I Guds namn
- 2007–2008 – Svensson, Svensson (TV-serie)